# 77 Фріґґа
77 Фріґґа (77 Frigga) — астероїд головного поясу, відкритий 12 листопада 1862 року.
Тіссеранів параметр щодо Юпітера — 3,368.